# Абажур
Абажу́р (фр. abat-jour буквально «приглушитель света») — составная часть светильника, используется в дизайне интерьеров, художественном оформлении помещений.
Также абажуром назывались косые проемы для окон, сверху вниз, либо окно откосом.  В Словаре Яновского 1803 г. дано значение «окно, расширяющееся внутрь или наружу для усиления света» ( Шанский Н. М. и др. Краткий этимологический словарь русского языка 1971).
Абажур предназначен для защиты глаз от слепящего воздействия источника света и создания требуемой освещённости путём его отражения, поглощения и/или рассеивания. Также абажур часто используется и как элемент художественного оформления светильника, комнаты, помещения, вестибюля, веранды и т. д.

## История
Абажур впервые появился во Франции более двухсот лет назад и с тех пор завоевал весь мир, прочно обосновавшись в домах многих людей. С древних времён для защиты глаз от света факелов, свечей, а позже керосиновых ламп, люди изобретали специальные металлические заслонки.
Постепенно этому элементу декора стали уделять особое внимание дизайнеры и декораторы. Абажуры стали делать различных форм и оттенков, из разных видов тканей, украшать бахромой, оборками, бисером. Теперь абажур становится не просто необходимой и функциональной частью интерьера, но и способен доставлять эстетическое удовольствие.
В конце XIX века наступает эпоха модерна. Она характеризуется обращением к природным мотивам, растительным орнаментам и волнистым узорам. Всё это нашло отражение и в дизайне интерьера. Абажуры стали расписывать цветами, листьями, бабочками и птицами. Само основание — стойка у абажуров также стала меняться. Им придавали самые разнообразные формы.
Поначалу абажуры делались только из ткани, но благодаря талантливым дизайнерам Луису Тиффани (США) и Антонину Дома (Франция) сегодня есть возможность любоваться абажурами из стекла и хрусталя. Тиффани свой первый абажур сделал в стиле витраж из остатков цветного стекла. Ему понравилось, как кусочки стекла переливаются всеми цветами радуги. Так и родилось новое направление. Антонин Дома же рискнул сделать абажуры из хрусталя, до этого использовавшегося лишь для люстр. Благодаря новой технике изготовления хрусталя абажуры получились естественных форм со множеством живых оттенков.

## Изготовление
Абажур может быть изготовлен из разных материалов, например, стекла, пластмассы, металла, ткани, картона, искусственной кожи, натуральной кожи. По форме он может представлять собой, например, конус, шар, параболоид, параллелепипед, цилиндр или любую их комбинацию. Внутрь абажура помещается одна или несколько ламп.
Абажур может быть украшен с помощью различных техник: бисероплетения,
вышивки, макраме.

## Другие значения
Также словом абажур называется окно в косом либо горизонтальном положении, так что наружный свет проникает в него сверху, а также горизонтальное окно с плотно приделанным к нему зонтиком, закрывающим глазу доступ к находящимся снаружи предметам (например, в тюрьмах).